# Orson Welles
George Orson Welles (ur. 6 maja 1915 w Kenosha, zm. 10 października 1985 w Los Angeles) – amerykański twórca filmowy, teatralny oraz radiowy. Jeden z najbardziej wpływowych twórców tych dziedzin kultury. Do jego najważniejszych osiągnięć należą broadwayowska sztuka Cezar (1937; adaptacja Juliusza Cezara Szekspira), słuchowisko „Wojna światów” (1938) oraz film Obywatel Kane (1941), uznawany za jeden z najwybitniejszych filmów wszech czasów zarówno przez krytyków, jak i reżyserów filmowych.
Welles jest również uznawany za jednego z najwybitniejszych aktorów ery „klasycznego Hollywood” – w 1999 roku Amerykański Instytut Sztuki Filmowej umieścił go na 16. pozycji listy najwybitniejszych aktorów tego okresu. Za jego najlepsze kreacje uznaje się takie jak Charles Foster Kane w Obywatelu Kane (1941), Hank Quinlan w Dotyku zła (1958), czy Harry Lime w Trzecim człowieku Carola Reeda (1949).
Pomimo licznych sukcesów na początku kariery, Welles przez długi czas narzekał na ograniczanie jego swobody artystycznej przez amerykańskich producentów, co poskutkowało jego przeprowadzką i realizacją wielu filmów na kontynencie europejskim w połowie lat 50. oraz w latach 60. XX wieku. Poza Stanami Zjednoczonymi Welles nakręcił między innymi Proces i Falstaffa.

## Życiorys
Uczył się w latach 1925–1926 w szkołach w Madison i Woodstock, gdzie w Todd School for Boys założył zespół teatralny, występując jako aktor i inscenizator. W 1930 porzucił szkołę i podjął indywidualne studia u rosyjskiego malarza Borisa Anisfielda, następnie w Chicago Art Institute. W 1931 wyjechał do Irlandii. Od października 1931 do stycznia 1932 występował w dublińskim Gate Theatre.
Po powrocie do Nowego Jorku zajmował się własnymi próbami dramatycznymi, odbył teatralne tournée po USA jako aktor. W 1934 wydał w nakładzie 90 tys. egzemplarzy ilustrowany przez siebie zbiór dramatów Szekspira oraz zorganizował festiwal teatralny w Woodstock.
W końcu 1934 roku debiutował na scenach Broadwayu. W 1935 zaczął reżyserować w Theatre Group w Phoenix i nagrywać audycje radiowe dla NBC. W 1937 wraz z Johnem Housemanem otworzył w Nowym Jorku słynny Mercury Theatre. Pierwszym spektaklem był szekspirowski Juliusz Cezar, poprzedzający serię znakomitych przedstawień, w których Welles grał również główne role.
Wraz z tym zespołem realizował od połowy 1938 cykl słuchowisk radiowych dla CBS, adaptując znane utwory literackie, m.in. Wojnę światów Herberta George’a Wellsa, która wśród słuchaczy została odebrana jako rzeczywisty reportaż inwazji Marsjan na Ziemię i wzbudziła w New Jersey panikę. Wiosną 1939, zapewniwszy sobie warunki korzystnej współpracy z wytwórnią RKO, przystąpił do realizacji dwóch projektów – Jądra ciemności Josepha Conrada i The Smiler with the Knife Nicholasa Blake’a. Zdjęcia nie doszły do skutku.
Najsłynniejsze jego dzieło to Obywatel Kane (1941), nakręcona według scenariusza Hermana Mankiewicza fikcyjna biografia tytułowego magnata prasowego (wzorowanego na Williamie Randolphie Hearście), w którym zagrał także rolę tytułową. Po zrealizowanym w 1941 filmie Wspaniałość Ambersonów, melodramacie o toksycznym synu niszczącym związek swojej matki, RKO zrezygnowała z usług reżysera; pesymistyczne zakończenie filmu, dopisane przez Wellesa, zostało wycięte niemal bezpowrotnie z końcowego materiału na rzecz happy endu. Podobne trudności realizacyjne cechowały Damę z Szanghaju (1947) z Ritą Hayworth, a także mroczny Dotyk zła (1958) ze słynną trzyminutową, kręconą w jednym ujęciu sekwencją inicjalną. Z powodu zatargów z amerykańskimi wytwórniami Welles często wyjeżdżał do Europy, gdzie nakręcił cenione adaptacje sztuk szekspirowskich: Makbeta (1948), Otella (1951) oraz uznawanego za arcydzieło Falstaffa (1965).
Wziął udział w nagraniu narracji do dwóch utworów amerykańskiego zespołu Manowar w 1982 – „Dark Avenger” oraz „Defender”. Ostatni raz pojawił się publicznie w programie Merva Griffina, 10 października 1985. Ostatnim przejawem działalności artystycznej było użyczenie głosu Unicronowi w filmie The Transformers: The Movie. Nie dożył premiery filmu. Zmarł na atak serca.

## Życie prywatne
Trzykrotnie żenił się. Z pierwszą żoną Virginią Nicolson (z którą miał dwójkę dzieci) wziął ślub 14 listopada 1934, rozwiódł się 1 lutego 1940. Drugą żoną była Rita Hayworth, którą poślubił 7 września 1943, a rozwiódł się 1 grudnia 1948. Miał z nią córkę Rebeccę. Po raz trzeci ożenił się z Paolą Mori (8 maja 1955, mieli córkę Beatrice).

## Nagrody
W 1942 otrzymał Oscara za najlepszy scenariusz oryginalny za film Obywatel Kane. W 1966 zdobył nagrodę specjalną za wkład w kinematografię światową na 19. MFF w Cannes, zaś w 1970 – Honorowego Złotego Lwa na MFF w Wenecji. Po latach doceniono go także w Ameryce: w 1971 otrzymał Oscara Honorowego za całokształt twórczości, a w 1975 został wyróżniony nagrodą za całokształt twórczości przez American Film Institute (AFI).

## Filmografia

### Reżyser
- 1938 – Too Much Johnson
- 1941 – Obywatel Kane (Citizen Kane)
- 1942 – Wspaniałość Ambersonów (The Magnificent Ambersons)
- 1943 – Podróż do krainy strachu (Journey Into Fear)
- 1946 – Intruz (The Stranger)
- 1947 – Dama z Szanghaju (The Lady from Shanghai)
- 1948 – Makbet (Macbeth)
- 1949 – Czarna magia (Black Magic)
- 1952 – Otello (The Tragedy of Othello: The Moor of Venice)
- 1955 – Moby Dick Rehearsed
- 1955 – Pan Arkadin (Mr. Arkadin)
- 1958 – Dotyk zła (Touch of Evil)
- 1960 – Dawid i Goliat (David e Golia)
- 1962 – Proces (Le Proces)
- 1965 – Falstaff (Campanadas a medianoche)
- 1968 – Nieśmiertelna historia (The Immortal Story)
- 1969 – Gwiazda Południa (The Southern Star)
- 1969 – The Merchant of Venice
- 1970 – The Deep
- 1971 – London
- 1972 – The Other Side of the Wind
- 1976 – F jak fałszerstwo (Vérités et mensonges)
- 1984 – The Spirit of Charles Lindbergh
- 1992 – Don Kichote według Orsona Wellesa

### Scenarzysta
- 1938 – Too Much Johnson
- 1941 – Obywatel Kane (Citizen Kane)
- 1942 – Wspaniałość Ambersonów (The Magnificent Ambersons)
- 1943 – Podróż do krainy strachu (Journey Into Fear)
- 1946 – Intruz (The Stranger)
- 1947 – Dama z Szanghaju (The Lady from Shanghai)
- 1948 – Makbet (Macbeth)
- 1949 – Trzeci człowiek (Third Man, The)
- 1951 – Otello (Tragedy of Othello: The Moor of Venice)
- 1955 – Pan Arkadin (Mr. Arkadin)
- 1955 – Moby Dick Rehearsed
- 1958 – Dotyk zła (Touch of Evil)
- 1962 – Proces (Le Proces)
- 1965 – Falstaff (Campanadas a medianoche)
- 1968 – Nieśmiertelna historia (The Immortal Story)
- 1969 – The Merchant of Venice
- 1970 – The Deep
- 1971 – London
- 1972 – Wyspa skarbów (Treasure Island)
- 1972 – The Other Side of the Wind
- 1976 – F jak fałszerstwo (Vérités et mensonges)
- 1984 – The Spirit of Charles Lindbergh
- 1992 – Don Kichote według Orsona Wellesa
- 2002 – Wspaniałość Ambersonów (The Magnificent Ambersons)

### Aktor
- 1934 – The Hearts of Age, jako Umarły
- 1938 – Too Much Johnson, jako Keystone Kop
- 1940 – Szwajcarska rodzina Robinsonów (Swiss Family Robinson), narrator[13]
- 1941 – Obywatel Kane (Citizen Kane), jako Charles Foster Kane
- 1942 – Wspaniałość Ambersonów (The Magnificent Ambersons), narrator
- 1943 – Show Business at War, jako on sam
- 1944 – Dziwne losy Jane Eyre (Jane Eyre), jako Edward Rochester
- 1946 – Tomorrow Is Forever, jako John Andrew MacDonald/Erik Kessler
- 1946 – Intruz (The Stranger), jako Kindler / Rankin
- 1947 – Dama z Szanghaju (The Lady from Shanghai), jako Michael O’Hara
- 1948 – Makbet (Macbeth), jako Macbet
- 1949 – Książę lisów (Prince of Foxes) jako Cesare Borgia
- 1949 – Czarna magia (Black Magic), jako Cagliostro
- 1949 – Trzeci człowiek (The Third Man), jako Harry Lime
- 1950 – Czarna róża (The Black Rose), jako Bayan
- 1951 – Return to Glennascaul, jako on sam
- 1952 – Ostatnia sprawa Trenta (Trent’s Last Case), jako Sigsbee Manderson
- 1952 – Mały światek Don Camillo (Le Petit monde de Don Camillo), narrator
- 1952 – Otello (The Tragedy of Othello: The Moor of Venice), jako Otello
- 1953 – Trouble in the Glen, jako Sanin Cejador y Mengues
- 1953 – King Lear, jako Lear
- 1954 – Si Versailles m’était conté, jako Benjamin Franklin / narrator w wersji angielskiej
- 1955 – Napoléon, jako sir Hudson Lowe
- 1955 – Three Cases of Murder, jako Lord Mountdrago
- 1955 – Pan Arkadin (Mr. Arkadin), jako Gregory Arkadin
- 1955 – Moby Dick Rehearsed, jako ojciec Mapple/Ahab
- 1956 – Moby Dick, jako ojciec Mapple
- 1957 – Człowiek w cieniu (Man in the Shadow), jako Virgil Renchler
- 1957 – Człowiek, który się nieprawdopodobnie zmniejsza[14], narrator
- 1958 – Wikingowie (The Vikings), narrator
- 1958 – Korzenie Niebios (The Roots of heaven), jako Sedgewick
- 1958 – Dotyk zła (Touch of Evil), jako Quinla
- 1958 – Długie, gorące lato (The Long, Hot Summer), jako Will Varner
- 1958 – The Fountain of Youth, jako Gospodarz/Narrator
- 1959 – Ferry to Hong Kong, jako kapitan Cecil Hart
- 1959 – Bez emocji (Compulsion), jako Jonathan Wilk
- 1960 – Pęknięte lustro (Crack in the Mirror), jako Hagolin/Lamerciere
- 1960 – Dawid i Goliat (David e Golia), jako król Saul
- 1960 – Austerlitz, jako Robert Fulton
- 1960 – Interview with Orson Welles, jako on sam
- 1961 – Tatarzy (Tartari, I), jako Burundai
- 1961 – Król królów (King of Kings), narrator
- 1962 – La Fayette, jako Benjamin Franklin
- 1962 – Ro.Go.Pa.G., jako reżyser
- 1962 – Proces (Le Proces), jako Albert Hassler
- 1963 – Z życia VIP-ów (The V.I.P.s), jako Max Buda
- 1964 – Niewiarygodne przygody Marco Polo (Marco the Magnificent), jako Akerman
- 1964 – In the Land of Don Quixote, jako on sam
- 1965 – Falstaff (Campanadas a medianoche), jako sir John Falstaff
- 1966 – Oto jest głowa zdrajcy (A Man for All Seasons), jako kardynał Wolsey
- 1966 – Czy Paryż płonie? (Paris brule-t-il), jako ambasador Raoul Nordling
- 1967 – I’ll Never Forget What’s’isname, jako Jonathan Lute
- 1967 – The Sailor from Gibraltar, jako Louis de Mozambique
- 1967 – Casino Royale, jako Le Chiffre
- 1967 – Król Edyp (Oedipus the King)
- 1967 – Le Désordre a vingt ans
- 1968 – House of Cards jako Leschenhaut
- 1968 – Viva Tepepa! (Tepepa), jako pułkownik Cascorro
- 1968 – Nieśmiertelna historia (The Immortal Story), jako pan Charles Clay
- 1968 – Vienna, jako on sam
- 1968 – Walka o Rzym, część I (Kampf um Rom I), jako cesarz Justinian
- 1969 – 12+1, jako Markan
- 1969 – Bitwa nad Neretwą (Bitka na Neretvi), jako Chetnik
- 1969 – Gwiazda Południa (The Southern Star), jako Plankett
- 1969 – Kampf um Rom II – Der Verrat, jako Justinian
- 1969 – The Merchant of Venice, jako Shylock
- 1970 – Waterloo, jako król Ludwik XVIII
- 1970 – Is It Always Right to Be Right?, narrator
- 1970 – Paragraf 22 (Catch-22), jako Dreedle
- 1970 – List na Kreml (The Kremlin letter), jako Aleksiej Bresnawicz
- 1970 – Zacznijcie rewolucję beze mnie (Start the Revolution Without Me), narrator
- 1970 – Upon This Rock, jako Michelangelo
- 1970 – The Deep, jako Russ Brewer
- 1971 – Malpertuis[15], jako Wuj Quentin Cassavius
- 1971 – Bezpieczne miejsce (A Safe Place), jako Magik
- 1971 – London
- 1972 – Spytaj swojego królika (Get to Know Your Rabbit), jako pan Delasandro
- 1972 – Wyspa skarbów (Treasure Island), jako Long John Silver
- 1972 – Dekada strachu (La Décade prodigieuse), jako Theo Van Horn
- 1972 – Nekromancja (Necromancy), jako pan Cato
- 1972 – The Man Who Came to Dinner, jako Sheridan Whiteside
- 1973 – Sutjeska
- 1973 – Great Mysteries, jako Gospodarz
- 1974 – Dziesięciu małych Indian (And Then There Were None), głos na taśmie
- 1976 – F jak fałszerstwo (Vérités et mensonges), jako on sam
- 1976 – Przeklęty rejs (Voyage of the Damned), jako Estedes
- 1977 – Some Call It Greed, narrator
- 1977 – Pieśń o starym żeglarzu (Rime of the Ancient Mariner), narrator
- 1977 – Hot Tomorrows
- 1977 – It Happened One Christmas, jako Henry F. Potter
- 1978 – Tut: The Boy King jako on sam/prowadzący
- 1978 – A Woman Called Moses, narrator
- 1978 – Wielka bitwa (Il Grande attacco), narrator
- 1979 – Wielka wyprawa muppetów (The Muppet Movie), jako Lew Lord
- 1979 – The Double McGuffin, narrator
- 1980 – Step Away, narrator
- 1980 – Szogun (Shogun), narrator
- 1980 – Tajna Nikole Tesle, jako J.P. Morgan
- 1980 – The Greenstone, narrator
- 1981 – Historia świata: Część I (History of the World: Part I), narrator
- 1981 – Tales of the Klondike, narrator
- 1981 – Motylek (Butterfly), jako sędzia Rauch
- 1982 – Baryshnikov in Hollywood, jako on sam
- 1982 – Slapstick (Slapstick (Of Another Kind)), jako ojciec obcych (głos)
- 1983 – Hot Money, jako szeryf Paisley
- 1983 – Gdzie jest Parsifal? (Where Is Parsifal?), jako Klingsor
- 1984 – The Enchanted Journey, jako Pippo
- 1984 – The Spirit of Charles Lindbergh
- 1984 – Scene of the Crime, jako Gospodarz
- 1984 – Almonds and Raisins, narrator
- 1987 – Someone to Love, jako przyjaciel Danny’ego
- 1990 – Hollywood Mavericks, jako on sam
- 1995 – The Battle Over Citizen Kane, jako on sam
- 1997 – Who Is Henry Jaglom, jako on sam
- 2003 – Rita jako on sam

### Producent
- 1938 – Too Much Johnson
- 1941 – Obywatel Kane (Citizen Kane)
- 1942 – Wspaniałość Ambersonów (The Magnificent Ambersons)
- 1943 – Podróż do krainy strachu (Journey Into Fear)
- 1944 – Dziwne losy Jane Eyre (Jane Eyre)
- 1947 – Dama z Szanghaju (The Lady from Shanghai)
- 1948 – Makbet (Macbeth)
- 1952 – Otello (The Tragedy of Othello: The Moor of Venice)
- 1955 – Pan Arkadin (Mr. Arkadin)
- 1970 – The Deep

## Upamiętnienie
W 2002 roku na cześć Orsona Wellesa nazwano rodzaj hawajskich pająków Orsonwelles. 
Nazwy gatunkowe większości jego gatunków nawiązują do filmów w jego reżyserii.